# Ca' Impenta
La Villa Trissino Muttoni, detta Ca' Impenta, è un edificio della seconda metà del Quattrocento, situato a Vicenza, in strada della Caimpenta, 33.

## Toponimi
L'appellativo Ca' Impenta (“casa dipinta“), che veniva attribuito anche a tutta la vasta zona di campagna circostante, deriva dagli affreschi che un tempo decoravano la facciata della villa, ora scomparsi.
Dal nome della famiglia proprietaria Balbi Valier deriva invece il nome della strada Ca' Balbi, intorno alla quale è sorto l'abitato di Bertesinella.

## Storia
La villa,  originariamente della famiglia Trissino, fu concessa dalla Repubblica di Venezia insieme con altri beni alla famiglia Orsini, in premio dei buoni servigi resi da questa a favore della Repubblica. In seguito al matrimonio di una Orsini con un Alidosio venne in possesso di quest'ultima famiglia; passò poi ai Balbi Valier e infine ai conti Muttoni.
Annesso alla villa è l'oratorio dedicato alla Trasfigurazione di Nostro Signore, eretto agli inizi del Cinquecento e soggetto alla giurisdizione della parrocchia cittadina di San Pietro. Nel 1883 i Balbi Valier vi stabilirono a proprie spese una cappellania mansionaria con un sacerdote stabile, cui venne affidata l'assistenza religiosa degli abitanti della zona; durò fino al 1889, poi venne meno il contributo della famiglia patrizia e il piccolo oratorio fu temporaneamente chiuso; nel 1897, però, alle scuole comunali di Caimpenta - ormai la zona si stava popolando - venne assegnato quale maestro un sacerdote, che poté così anche svolgere il suo ministero religioso. Costruita nel 1922 la nuova chiesa parrocchiale della Madonna della Pace, l'antico oratorio padronale cessò definitivamente di svolgere le sue funzioni.
Durante l'insurrezione di Vicenza del 1848, in una sala della villa aveva sede il quartiere generale austriaco e nella notte dell'11 giugno vi fu firmata la resa della città tra il generale De Hess (il Feldmaresciallo Radetzky era a Longare) e il colonnello Albèri, plenipotenziario del generale Giovanni Durando. A ricordo dell'avvenimento venne murata una lapide con la seguente iscrizione: 
Con decreto ministeriale del 5/7/1969 la villa è stata sottoposta a vincolo storico artistico architettonico; proprietà privata non visitabile.

## Descrizione

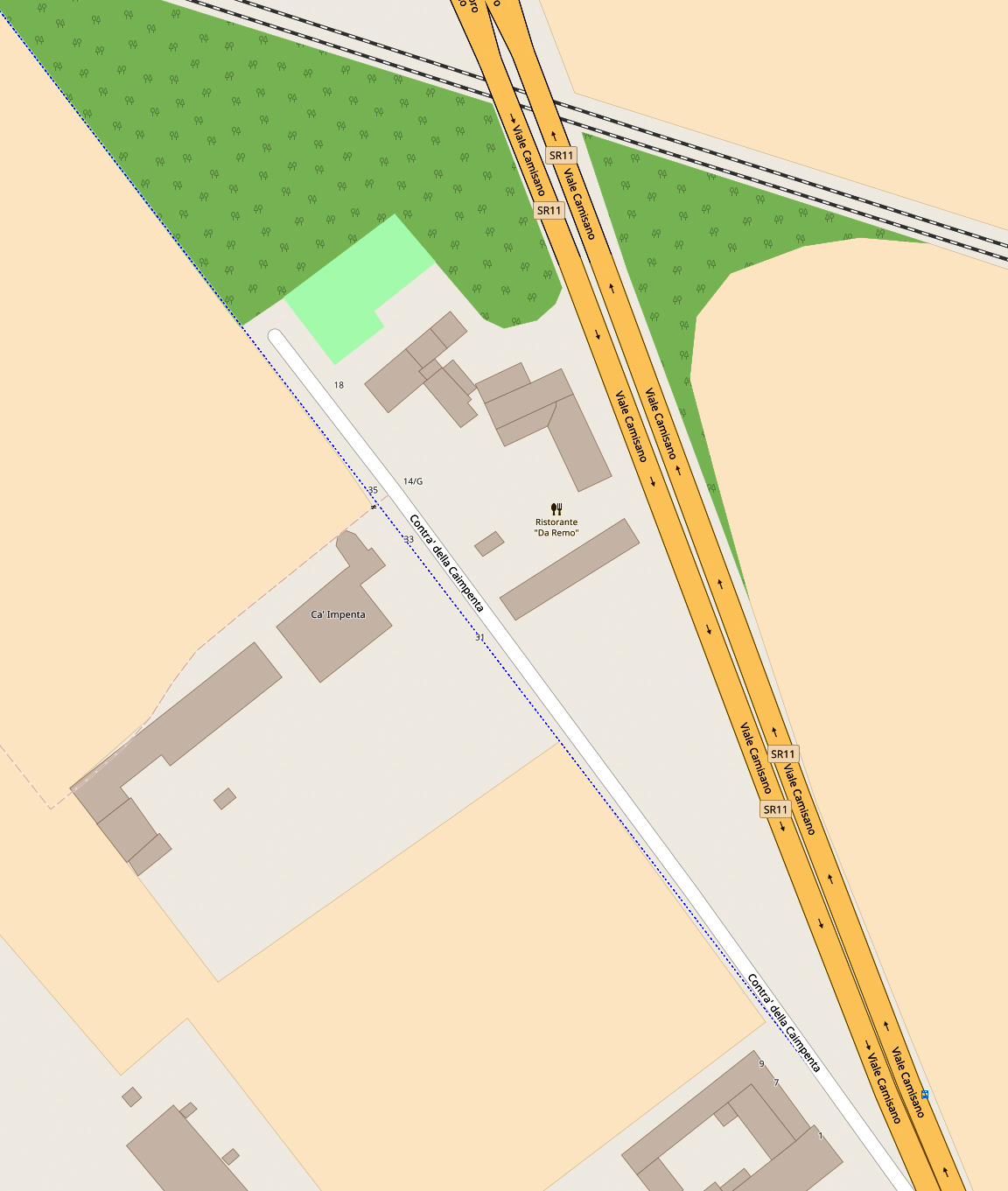
Mappa della Ca' Impenta

La villa si presenta come un complesso stilisticamente composito. All'epoca della costruzione - il secondo Quattrocento - risalgono gli elementi tardogotici, come le belle finestre laterali, la cappella e il rustico annessi alla villa. Venne rinnovata nel 1525 e a questo periodo risale la facciata, impreziosita da una quadrifora in pietra bianca e rosa, attribuibile alla mano del maestro Rocco da Vicenza. Nel XVIII l'edificio venne completamente rinnovato e l'interno fu decorato da Louis Dorigny.